# Судоверфь (Аланья)
Судоверфь Аланьи (тур. Tersane — Терсане) — средневековый сухой док в городе Аланья (Турция), построенный сельджуками в 1228 году.

## Архитектура
Здание судоверфи, со стороны моря длиной 56,5 м и шириной 44 м, состоит из пяти камер с равносторонними стрельчатыми арками. Каждая камера имеет 7,70 м в длину и 42,30 м в глубину. Для строительства был выбран участок, наиболее освещаемый солнцем. Надпись на передней двери судоверфи украшена гербом султана Ала-ад-дина Кей-Кубада. С одной стороны судоверфи находится небольшая мечеть, а с другой — сторожевое помещение. В одной из камер дока находится высохший колодец.

## История
Судоверфь была сооружена по распоряжению сельджукского султана Ала-ад-дина Кей-Кубада в 1228 году через два года после Кызыл Куле (Красной башни) и через 7 лет после завоевания им города. Начатое в 1227 году строительство было закончено за один год. Благодаря этому сооружению султан реализовал свою мечту — стать султаном двух морей («султан-ул-бахрейн», «Sultan-ul-bahreyn»), тем самым предотвратив потенциальное нападение с востока. Первая судоверфь сельджуков на Средиземном море стала второй судоверфью, построенной этим султаном (ранее им была построена судоверфь в Синопе на Чёрном море. Несколько веков со стапелей судоверфи сходили корабли, ходившие по всему Средиземному морю.

## Посещение судоверфи
Судоверфь расположена в порту города. В неё можно попасть на лодке или пешком, обойдя стены у Красной башни. Вход в доки платный (30 турецких лир). Если же брать экскурсию и на Кызыл Куле, и в доки (Терсане, или Судоверфь), то в таком случае билет стоит 50 лир на оба объекта.